# فرانکو بروزاتی
فرانکو بروزاتی (ایتالیایی: Franco Brusati؛ ۴ اوت ۱۹۲۲ – ۲۸ فوریهٔ ۱۹۹۳) کارگردان، فیلم‌نامه‌نویس، نمایش‌نامه‌نویس و نویسنده اهل ایتالیا بود.